# Cyngiel (herb szlachecki)

Herb szlachecki Cyngiel

Cyngiel (Dziengiel) – polski herb szlachecki.

## Opis herbu
W polu złotym głowa wilcza z wywieszonym jęzorem, czerwona przebita mieczem od dołu. Klejnot jak w godle. Labry złote podbite czerwienią.

## Najwcześniejsze wzmianki
Początek herbu jak dotąd niewiadomy mający prawdopodobnie proweniencję średniowieczną. Według Małachowskiego rodzina Cyngiel pochodzi z Inflant.

## Herbowni
Cyngiel, Dziengiel, Dzięgiel, Dzingiel.